# Букер Літтл
Букер Літтл молодший (англ. Booker Little, Jr.; 2 квітня 1938 — 5 жовтня 1961) — американський джазовий трубач і композитор. За свою дуже коротку кар'єру він встиг записати багато альбомів з музикантами як Макс Роуч, Джон Колтрейн, та Ерік Долфі. Він був під великим впливом Сонні Роллінса та Кліффорда Брауна. Помер у віці 23 років.

## Дискографія

### Власні альбоми
- 1958:  Booker Little 4 and Max Roach (United Artists)
- 1960:  Booker Little (Time)
- 1961:  Out Front (Candid) with Julian Priester, Ерік Долфі, Don Friedman, Ron Carter, Art Davis, Max Roach
- 1961: Booker Little and Friend (Bethlehem) Цей альбом був перевиданий як Victory and Sorrow

### Як запрошений виконавець
Teddy Charles
- Jazz In The Garden At The Museum Of Modern Art (Warwick, 1960)

Джон Колтрейн
- Africa/Brass (Impulse!, 1960)

Eric Dolphy
- Far Cry (Prestige/OJC, 1960)
- At the Five Spot (New Jazz/OJC, 1961)

Slide Hampton
- Slide Hampton and His Horn of Plenty (Strand, 1959)

With Bill Henderson
- Bill Henderson Sings (Vee-Jay, 1959)

With Abbey Lincoln
- Straight Ahead (Candid, 1961)

With Max Roach
- Max Roach + 4 on the Chicago Scene (EmArcy, 1958)
- Max Roach + 4 at Newport (EmArcy, 1958)
- Deeds, Not Words (Riverside, 1958)
- Award-Winning Drummer (Time, 1958)
- The Many Sides of Max (Mercury, 1959)
- We Insist! (Candid, 1960)
- Percussion Bitter Sweet (Impulse!, 1961)
- Alone Together: The Best of the Mercury Years (Verve); Booker Little performs on three tracks recorded in 1958 and 1959

Frank Strozier
- Fantastic Frank Strozier (Vee-Jay, 1960)